# Chorisoneura brunneri
Chorisoneura brunneri är en kackerlacksart som beskrevs av Robert Walter Campbell Shelford 1907. Chorisoneura brunneri ingår i släktet Chorisoneura och familjen småkackerlackor. Inga underarter finns listade i Catalogue of Life.